# A belize-i dollár pénzjegyei
A belize-i dollár Belize hivatalos pénzneme. Árfolyama szigorúan az amerikai dollárhoz kötött, 1978 óta 1 dollár 2 belize-i dollárral egyenlő. 2025-ig valamennyi forgalmi érmén és bankjegyen II. Erzsébetnek, mint Belize királynőjének portréja szerepelt fő motívumként. 2025 óta George Cadle Price-nek, az ország első miniszterelnökének és Philip Goldson-nak, a képviselőház tagjának portréja díszíti a bankjegyeket.

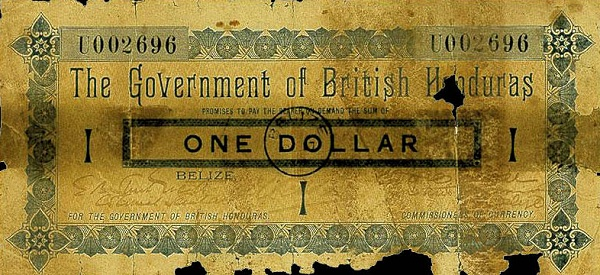
A Government of British Honduras által 1894. október 17-én kibocsátott 1 dolláros címlet.

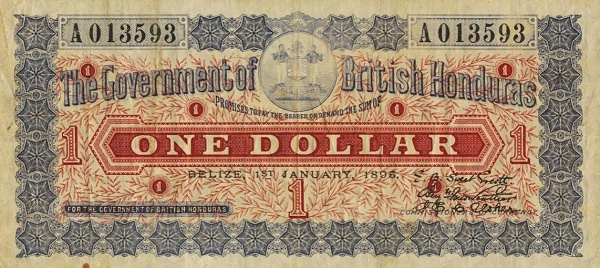
A Government of British Honduras által 1895. január 1-én kibocsátott 1 dolláros címlet.

A belizei, csakúgy, mint a korábbi brit hondurasi dollárjegyek jellegzetessége, hogy 1939 óta az éppen aktuális brit uralkodó portréja szerepel rajtuk fő motívumként. 1894 és 1980 között a gyarmati kormányzóság a Board of Commissioners of Currency-n keresztül hozta forgalomba az egyes papírpénzeket.

## Government of British Honduras

### Az 1894-es és 1895-ös szériák
1894-ben 1, 2, 5, 10, 50 és 100 címletértékű jegyek kerültek forgalomba. Azonban ezeket már 1895-től új típusú 1, 2, 5 és 10 dollárosok váltották fel, e sorozatból az utolsó kibocsátás 1928-as évszámmal történt.

### Az 1939-es VI. György király sorozat
1939-től akkor modern kivitelű, VI. György király portréját ábrázoló 1, 2, 5 és 10 dollárosok debütáltak, 1947-től ennek a szériának az összes bankjegyét átszínezték.

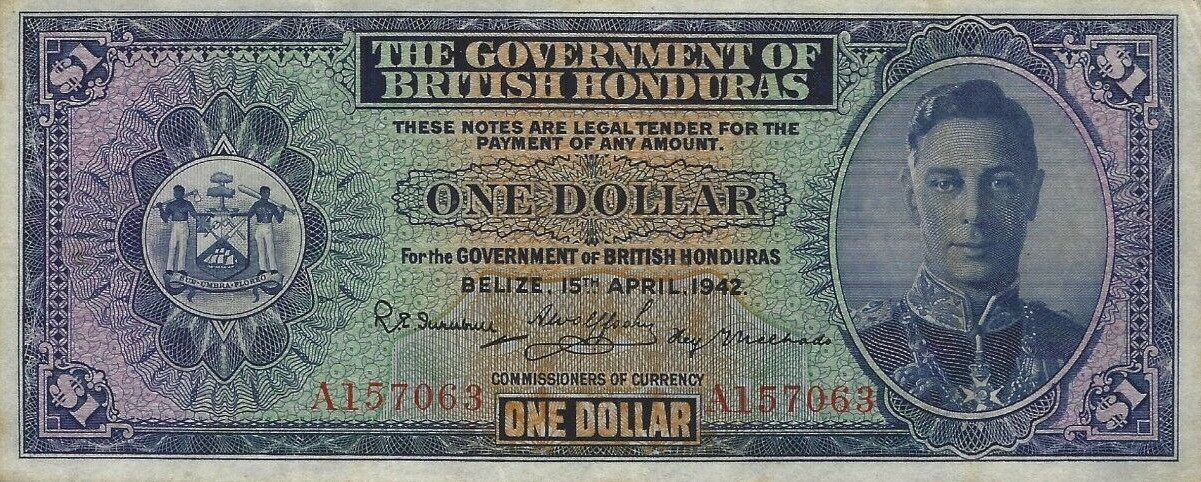
A brit gyarmati kormányzóság, a Government of British Honduras által 1942-ben kibocsátott, 1939-es sorozatú, kék színű 1 dolláros VI. György király portréjával. Az 1 dollárost 1947-től zöld színben nyomtatták, 1953-tól már II. Erzsébet portréjával, 1974 és 1980 között Government of Belize felirattal.

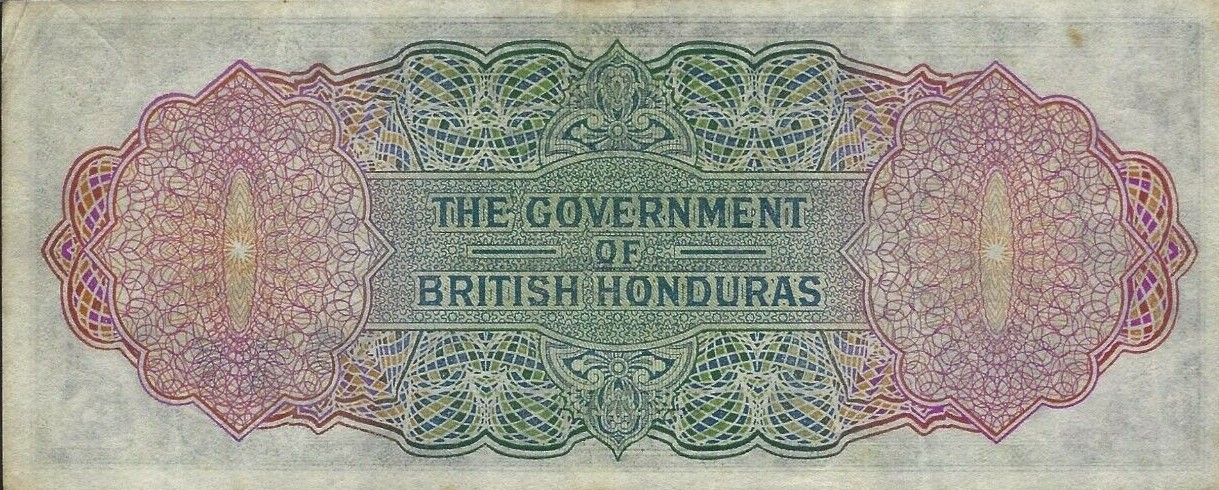
Az 1942-es kibocsátású 1 dolláros hátoldala.

### Az 1952-es II. Erzsébet sorozat
1952-től II. Erzsébet Dorothy Wilding által készített portréja váltotta az apjáét, ugyanekkor bevezették a 20-as címletet is.

## Government of Belize

### Az 1974-es sorozat
1974-től Government of Belize-re változott a kibocsátó neve de maga a dizájn változatlan maradt egészen 1980-ig.

## Monetary Authority of Belize

### Az 1980-as sorozat

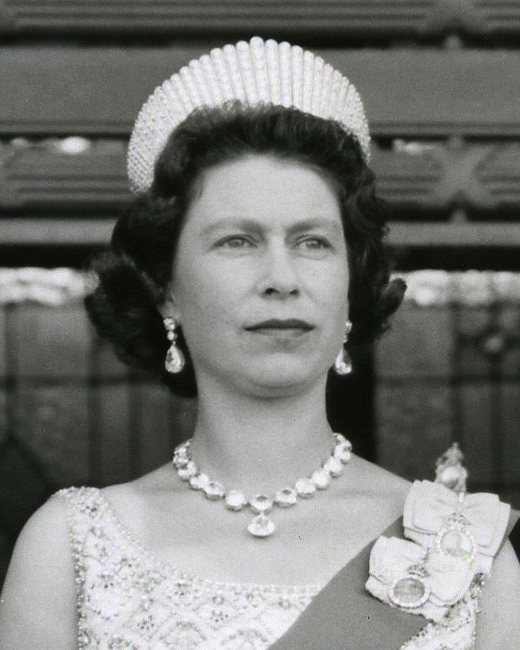
II. Erzsénet királynő kokosnyikos fényképe 1963-ból. Ehhez hasonló képmás került az 1980-as és 1983-as széria belize-i bankjegyeire.

1980-tól a Monetary Authority of Belize vette át a papírpénz kibocsátás jogát, teljesen új kivitelű 1, 5, 10, 20 és 100 dolláros került forgalomba, az előoldalon II. Erzsébet Anthony Buckley 1960-as fényképe alapján készült kokosnyikos portréjával, a hátoldalon egységesen a belize-i parlamenttel. Méretük 158 × 64 mm. Ennél a szériánál a biztonsági elemeket a metszetmélynyomtatás (intaglio technika), a színes ofszet alapnyomat, a vízjel, az illeszkedőjel és a fémszál jelentették.

## Central Bank of Belize

### Az 1983-as sorozat
1983-tól a Central Bank of Belize bocsátja ki a bankjegyeket, 1990-ig továbbra is az 1980-as dizájnt használták.

### Az 1990-es sorozat
1990-től ismét új széria került forgalomba, 1, 2, 5, 10, 20, 50 és 100 dolláros címletek formájában, előoldalukon a királynő Peter Grugeon fényképezte, 1977-es ezüstjubileumi portréjával. A tematikát Belize gazdag állatvilága, kultúrája, történelmi öröksége jelentette. Ennél a címletsornál fordult elő először, hogy az egyes névértékek hátoldala nem azonos, hanem mást-mást ábrázol. Különlegesen szépen sikerültek. Méretük kissé nagyobb lett a korábbinál, 158 × 69 mm. Több, általában kettő, maximum három dátumváltozatuk létezik címletenként.
Megjelenésükben nagyon hasonlítanak az 1984-1996 között kibocsátott bahamai dollárhoz és az 1990-2010 között forgalomban volt kajmán-szigeteki dollárhoz, ugyanazt a II. Erzsébet portrét használták, hasonló méretűek voltak és ugyanabban a brit pénzjegynyomdában is készültek (De La Rue plc), vélhetően ugyanannak a tervezőnek az alkotásaiként. Ennél a címletsornál a biztonsági elemek a korábbiakhoz képest rejtett képpel, irizáló nyomattal és UV-fényben fluoreszkáló részletekkel egészültek ki, ezeken kívül az 1996-os kiadású 5 és 10 dolláros esetében megjelent a bújtatott fémszál is. 1990-től, még az utolsó ilyen címletű bankjegy forgalomba kerülésének évében az 1 dollárost érmére cserélték.

### Az 1998-as sorozat

#### Az 1997-2002-es kibocsátás

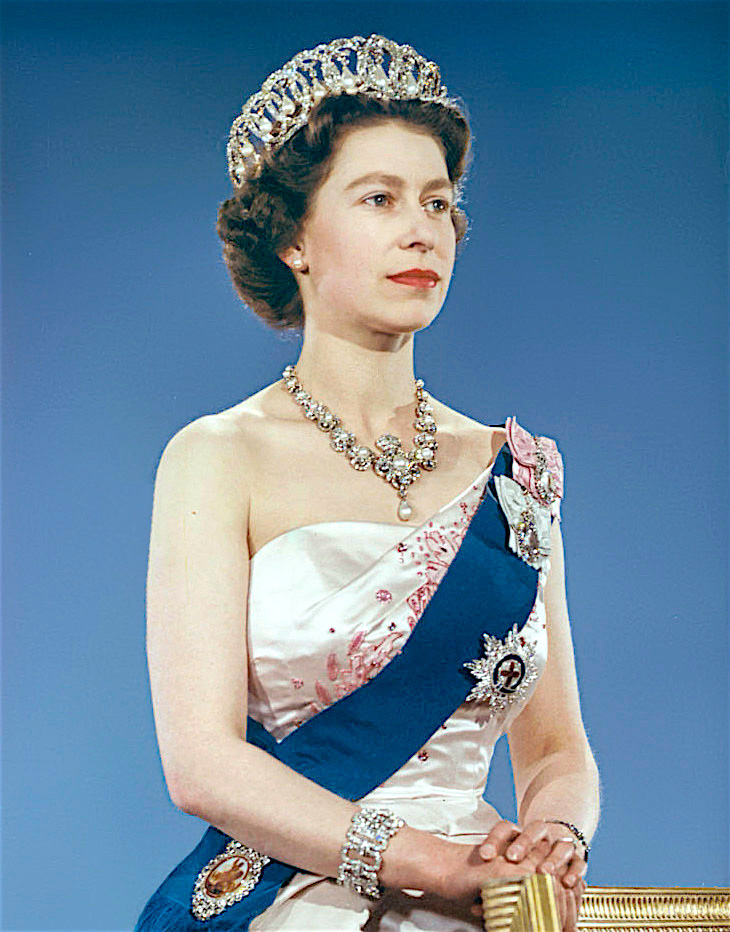
II. Erzsébet 1959-es portréja, egy ehhez hasonló ábrázolás szerepel 1990 óta valamennyi belize-i bankjegyen.

1997-től kezdődően a Central Bank of Belize átterveztette az 1990-es szériát, a bankjegyek ezután két méretben kerültek kibocsátásra, még a 2, 5, 10 és 20 dollárosok 140 × 70 mm, addig az 50 és a 100 dolláros 150 × 75 mm nagyságú lett. A dizájn csak a méretváltozáshoz lett igazítva, tehát alapvetően megegyezett az 1990-essel. Névértékenként két-két dátumváltozatuk létezik 1997 és 2002 között, kivéve a 100-ast, abból csak egyetlen van. Bár az első bankjegyeken 1997-es évszám szerepelt, a sorozat hivatalos neve mégis 1998-as kibocsátás. Minden címlet kapott bújtatott fémszálat, az 50 dollárosra trópusi hal alakú fémhatású fólia, a 100 dollárosra pedig tukánt ábrázoló, bonyolult hologram is került a bal felső sarok közelébe az előoldalra. A kisebb címletek esetében a sleeping giant (alvó óriás) maja szobor ábrázolása, még az 50 és a 100 dollárosnál egy jaguárfej szerepel a vízjelben.

#### A 2003-2017-es kibocsátás
A Central Bank of Belize 2003-tól tovább korszerűsítette bankjegyei biztonsági elemeit. Az egyes címletek vastagabb, demetalizált bújtatott fémszálat kaptak, a vízjelet pedig úgynevezett electrotype, betűvel kiírt értékjelzéssel egészítették ki. A 100 dolláros egyedüliként különleges, periwinkle intaglio overprint metszetmélynyomtatással készült felül nyomatot kapott. A bankjegyek külső megjelenése amúgy alapvetően nem változott. Címletenként öt-hét dátumváltozatuk létezik, kivéve a 100 dollárost, abból csak négy.

#### A 2012-es emlékbankjegy
2012. április 30-án egy 20 dolláros emlékbankjegy került kibocsátásra a Central Bank of Belize fennállásának 30, évfordulója alkalmából. Tulajdonképpen a közönséges forgalmi 20 dolláros kissé módosított változatáról van szó. Az előoldal bal szélén a jaguárt a jabiru (Jabiru mycteria), a jegybank címerállata váltotta. A hátoldalra pedig nyolc Belizben honos emlősállat helyett a Central Bank of Belize 1998-ban átadott székháza került. A 2014. november 1. dátummal megjelent 20 dollárossal 2016 februárjától visszatértek a korábbi forgalmi címlet kibocsátásához.
| Névérték  | Méret       | Szín  | Leírás                              | Leírás                                              | Dátumok   | Dátumok           | Dátumok                                                   |
| Névérték  | Méret       | Szín  | Előoldal                            | Hátoldal                                            | nyomtatás | kibocsátás        | kibocsátás oka                                            |
| --------- | ----------- | ----- | ----------------------------------- | --------------------------------------------------- | --------- | ----------------- | --------------------------------------------------------- |
| 20 dollár | 140 × 70 mm | barna | II. Erzsébet brit királynő, jabiru. | közönséges tapír, a Central Bank of Belize épülete. | 2012      | 2012. április 30. | A központi bank fennállásának 30. évfordulója alkalmából. |

### 2025-ös sorozat
2025-ben új bankjegysorozatot bocsátottak ki, melyeken belizei államférfiak portréja váltotta II. Erzsébet királynőét. A bankjegyeket továbbra is a De La Rue plc brit pénzjegynyomda állítja elő.
| Névérték   | Méret       | Szín     | Leírás                                                                             | Leírás | Dátumok          | Dátumok     | Dátumok     |
| Névérték   | Méret       | Szín     | Előoldal                                                                           | Hátoldal | nyomtatás        | kibocsátás  | visszavonás |
| ---------- | ----------- | -------- | ---------------------------------------------------------------------------------- | --- | ---------------- | ----------- | ----------- |
| 2 dollár   | 140 x 70 mm | ibolya   | Philip Goldson; címer; Antilop-vízesés a Mayflower Bocawina Nemzeti Parkban        | Sapodilla vízesés az Elijio Panti Nemzeti Parkban; 1000 láb vízesés Cayoban                                                                         | 2025. február 1. | 2025 közepe | forgalomban |
| 5 dollár   | 140 x 70 mm | vörös    | George Cadle Price; címer; Nemzetgyűlés épülete a belmopani Independence Plaza-ban | Belize City-félsziget és Haulover Creek; Legfelsőbb Bíróság épülete Belize Cityben; Szent János-székesegyház Belize Cityben                         | 2025. február 1. | 2025 közepe | forgalomban |
| 10 dollár  | 140 x 70 mm | zöld     | Philip Goldson; címer; zöld gém (Butorides virescens)                              | ágon ágaskodó gerinccsőrű tukán; hosszúcsőrű remete kolibri virágport gyűjt; pikkelyes mellű kolibri repülés közben                                 | 2025. február 1. | 2025 közepe | forgalomban |
| 20 dollár  | 140 x 70 mm | barna    | George Cadle Price; címer; Baird tapír                                             | jaguár (Panthera onca); zöld leguán | 2025. február 1. | 2025 közepe | forgalomban |
| 50 dollár  | 140 x 70 mm | burgundi | Philip Goldson; címer; Maszk templom Lamanaiban                                    | a Caana maja romok teteje Caracolban; El Castillo maja rom Xunantunichban; a Xunantunich keleti frázis szegmense                                    | 2025. február 1. | 2025 közepe | forgalomban |
| 100 dollár | 140 x 70 mm | kék      | George Cadle Price; címer; Királyhal (Balistes vetula)                             | Hawksbill tengeri teknős; Nagy Kék Lyuk; két francia angyalhal; dajkacápa (Ginglymostoma cirratum); barázdált agykorall (Diploria labyrinthiformis) | 2025. február 1. | 2025 közepe | forgalomban |